# Gaspacho manchois
Pour le potage, voir gaspacho.

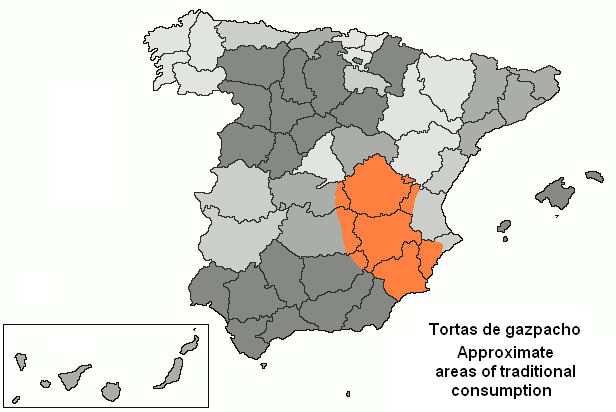
En rouge : secteur de l'Espagne où se consomment les galettes pour gaspacho.

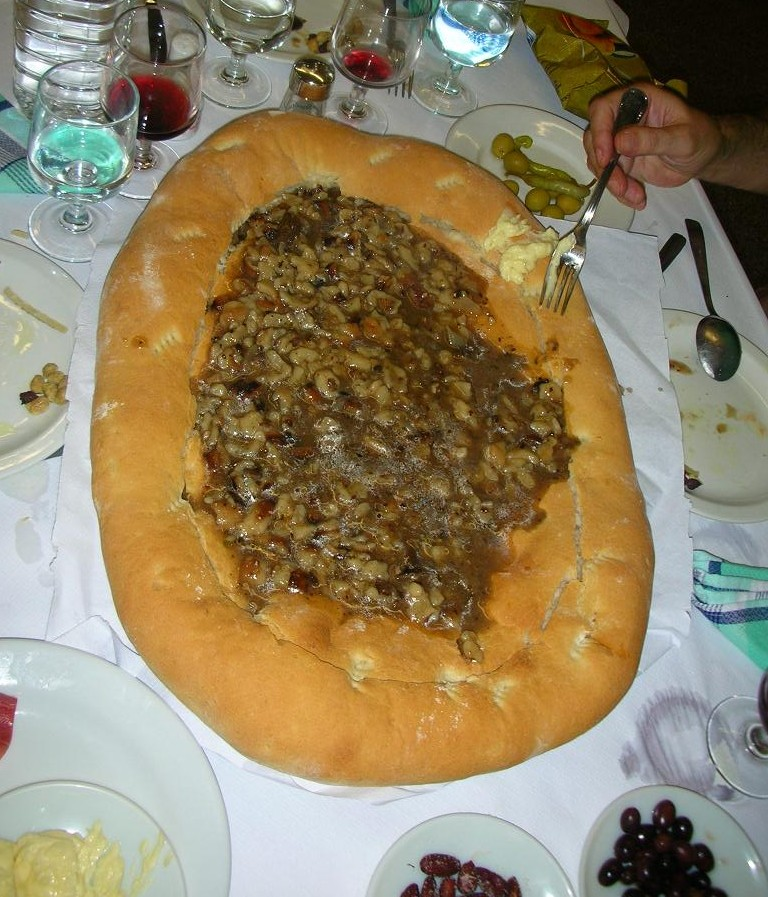
Gaspacho à Castalla avant d'ajouter les morceaux de viande.

Le gaspacho manchois (gazpacho manchego) est un ragoût de petit gibier et de viande blanche, accompagné de galettes de froment appelées tortas de gazpacho. C'est un plat qui se mange chaud et qu'il ne faut pas confondre avec le potage froid du même nom.
L'origine du mot gaspacho est l'adjectif latin caccabaceus, qui signifie "relatif au chaudron" (caccabus) et s'appliquait à l'époque impériale romaine à un type de pain similaire à celui utilisé aujourd'hui pour préparer le gaspacho manchois.
Le gaspacho manchois est un plat de bergers qui trouve son origine dans la région de La Manche (Espagne), dans la région voisine de Murcie, et aussi à Valence où il est connu sous le nom de gaspatxo manxec (ou manxego). D'Espagne, il a gagné Oran, ville d'Algérie où était implantée une forte population d'origine ibérique — ce qui lui vaut parfois le nom de gazpacho oranais ou de gazpacho pied-noir.

## Base
De par son origine agreste, le gaspacho manchois se compose de galettes de froment azymes (cuites jadis sur une pierre chaude) et de petit gibier, poil et plume (poil : lièvre, lapin de garenne ; plume : perdrix, pigeon, caille), chassé par les pasteurs. Les galettes sont émiettées à la main en morceaux de la grosseur de la phalange du pouce. Faute de pierre chaude, les galettes sont maintenant cuites au four de boulanger ou dans la poêle à paella (paellera).
De nos jours, on trouve des galettes toutes prêtes dans le commerce, tout au moins en Espagne, soit entières, soit déjà en morceaux. Quant à la viande, à défaut de petit gibier, on peut utiliser des animaux d'élevage (poil : lapin ; plume : poulet, caille).

## Fortune et variantes
Il y a d'autres plats que l'on prépare avec des galettes pour gaspacho, hors de la Communauté de Castille-La Manche.

### Gazpacho jumillano
À Jumilla et à Elche, le ragoût comprend des escargots (gazpacho jumillano ou gazpacho de Chumilla).

### Gazpacho de Yecla

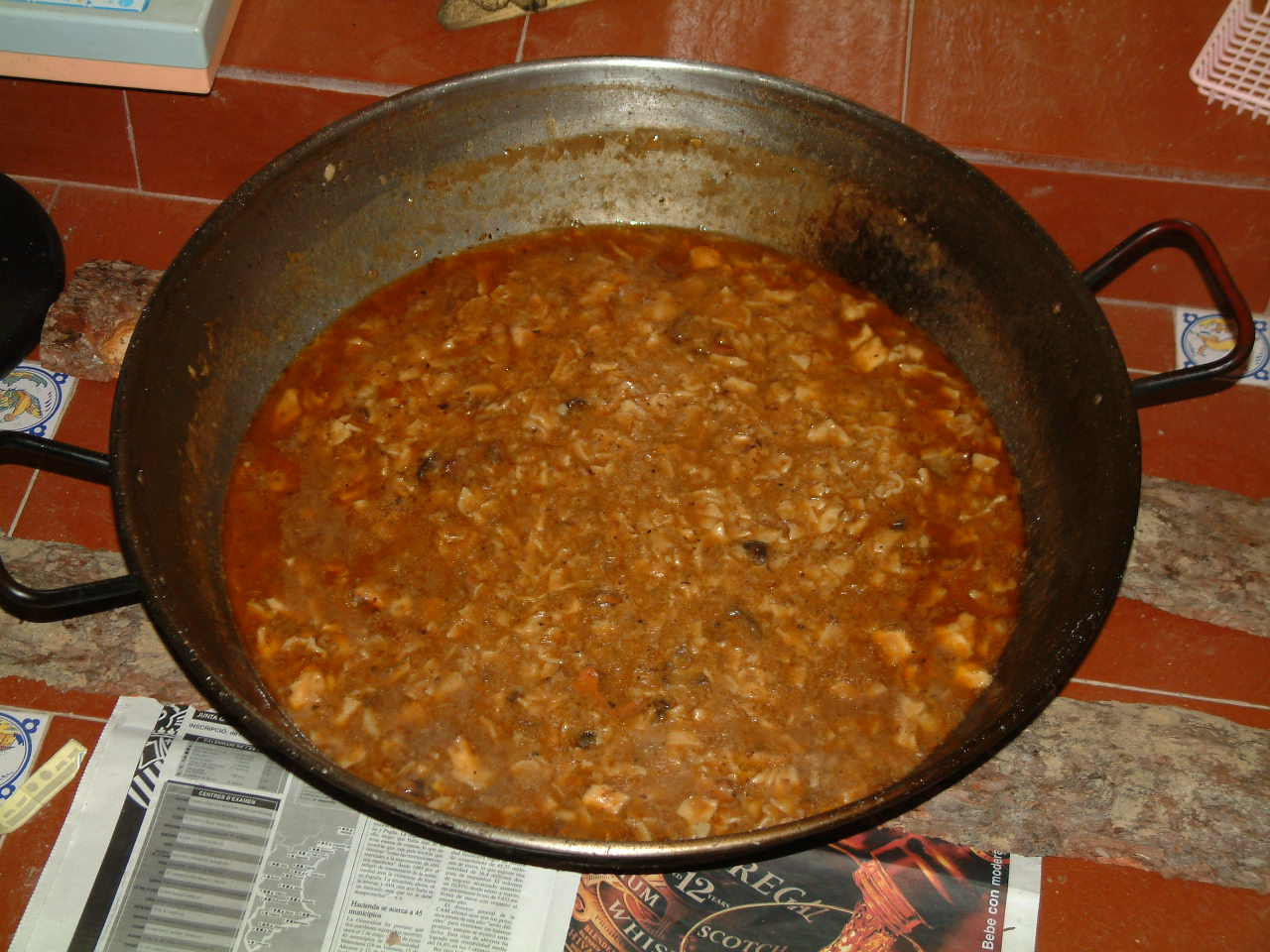
Gaspacho de Requena, ragoût de perdrix, intégrant de petits bouts de tortas de gazpacho (galettes pour gaspacho).

À Yecla, on se sert des galettes pour envelopper des sardines grillées, et ce plat s'appelle gazpacho de Yecla ou gazpacho con chaleco (« gaspacho avec gilet »).

### Gazpacho de Requena-Utiel
À Requena-Utiel, dans la Communauté valencienne, le gaspacho local consiste en un ragoût de perdrix accompagné de petits morceaux de galettes pour gaspacho.

### Gaspatxo de mero
Dans la zone côtière de Santa Pola et d'Alicante, il existe une variante à base de poisson, le gaspatxo de mero (gaspacho au mérou) qui peut comporter aussi des crevettes.

### Gazpacho veuf
En espagnol : gazpacho viudo. Il est possible d'élaborer des plats avec des galettes pour gaspacho sans viande ni poisson. Jadis, quand il n'y avait pas de viande ni de gibier, on préparait le ragoût avec les légumes de saison (courgettes, poivrons, aubergines), principalement dans la région de Murcie. Dans La Manche, région aride et moins fertile, on préparait un gaspacho dont la base était constituée de feuilles de silène enflé (Silene vulgaris).
On tenait ces mets pour inférieurs, acceptables uniquement en temps de vaches maigres. C'est pour cette raison que l'on donnait à ces gaspachos sans viande le nom de gazpacho viudo.

### Gazpacho oranais
Les pieds-noirs l'appellent tout simplement « gazpacho ». Très populaire en Oranie, il est le plat du traditionnel pique-nique du lundi de Pâques, indissociable de la mona (ou mouna) et du lancer de bilochas (cerfs-volants). Il se prépare au feu de bois, dans un plat à hauts bords sur lequel on voit rissoler trois à cinq viandes différentes, mais pas plus : on rencontre souvent le poulet, le lapin, l'échine de porc, mais aussi l'agneau, le veau, les cailles, la pintade, le pigeon, les perdreaux ou le canard. Les morceaux de viande, une fois dorés, sont remplacés par une grande quantité d'oignons, de tomates, ail, bouquet garni, épices (girofle, nyora, safran). Les viandes sont mêlées à cette fondue qui est alors mouillée d'eau. Viennent s'ajouter les morrones (poivrons), épluchés et détaillés en lanières, puis, en dernier, l'origan et de petits carrés de torta (galette).